# Pojezierze Święciańskie
Pojezierze Święciańskie (biał. Свянцянскія грады, it. Švenčionių aukštuma) − system grzbietów morenowych w północno-zachodniej części obwodu mińskiego i południowo-zachodniej części witebskiego, a także we wschodniej części Litwy.
Pojezierze Święciańskie rozciąga się równoleżnikowo na długości 120-130 km i południkowo na 35-45 km, zajmując powierzchnię ok. 2,7 tysiąca km². Najwyższy punkt pojezierza położony jest w rejonie postawskim, wznosząc się na wysokość 228 m n.p.m. Pojezierze Święciańskie sąsiaduje z Pojezierzem Uszacko-Lepelskim oraz Niziną Połocką, Górnoberezyńską i Naroczańsko-Wileńską.
Pojezierze jest bogate w jeziora (Miadzioł, Dołża, Szo i najgłębsze Dołhe).
Pod cele rolnicze eksploatowane jest 40% obszaru pojezierza, lasy zajmują 25%.

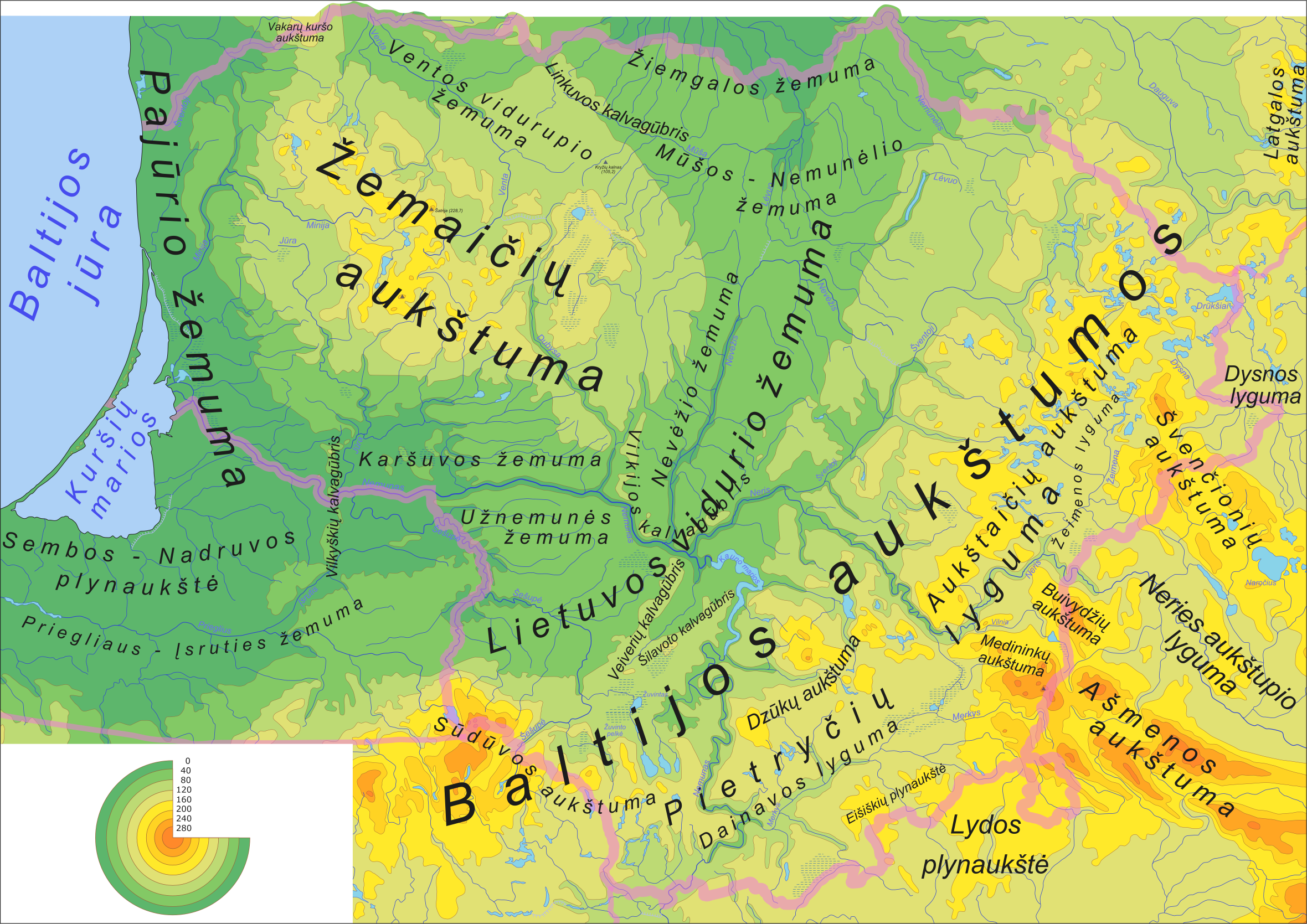
Mapa fizyczna Litwy